# Central nuclear de Kudankulam
La central nuclear de Kudankulam (en tamil: கூடங்குளம் அணுமின் நிலையம்) es una planta de energía nuclear en Koodankulam en el distrito de Tirunelveli del estado de Tamil Nadu en el sur del país asiático de la India. El reactor número 1 de la planta es el primero de agua a presión (PWR), perteneciente a la categoría de reactor de agua ligera (LWR) en la India, y el reactor nuclear número 21 en el país. N. Nagaich, director ejecutivo (planificación corporativa y comunicación corporativa) de la Corporación de Energía Nuclear de la India (NPCIL), describió la primera unidad en Kudankulam como "el precursor de la tecnología de reactores de agua ligera de gran tamaño en la India".